# Olgiate Olona
Olgiate Olona – miejscowość i gmina we Włoszech, w regionie Lombardia, w prowincji Varese.
Według danych na rok 2004 gminę zamieszkuje 10 801 osób, 1543 os./km².